# Hyster
Hyster — американська виробнича компанія, що спеціалізується на вилочних навантажувачах та іншому транспортно-розвантажувальному обладнанні. Hyster була заснована в 1929 році як Willamette-Ersted Company в Портленді, Орегон Компанія була придбана в 1989 році NACCO Industries, Inc. і стала частиною NACCO Materials Handling Group. У 2012 році компанія NACCO відокремилася від виробництва матеріалів під назвою Hyster-Yale Materials Handling, Inc, яка продовжує продавати продукцію під брендом Hyster.

## Історія назви
Назва «Hyster» нібито походить від терміна, який зазвичай використовувався лісозаготівельниками на північному заході Тихого океану в кінці 19 століття. Коли вантаж пиломатеріалів був готовий до транспортування, лісоруб кричав «підйомник». Відповідно до веб-сторінки компанії Hyster, цей термін став синонімом вантажівок Hyster.
Розповсюдження та підтримка продукції Hyster організована в основних регіонах світу: Північна Америка; Латинська Америка; Європа, Близький Схід і Африка; Азіатсько-Тихоокеанський регіон. Hyster також виготовив успішну лінію ущільнювальної техніки та дорожніх катків, включаючи машини для ущільнення землі, ущільнення сміття та ущільнення асфальту. Протягом 1960-х і 1970-х років Hyster була головною силою в цьому типі машин в Америці, і вони виробляли широкий спектр моделей з багатьма успішними концепціями дизайну. Згодом Hyster було поглинено компанією Bomag America/Compaction America (тепер відома як HYPAC), і деякі моделі, включаючи невеликий шарнірний гумовий коток, що продається під назвою Hypac, є оригінальним нащадком машини Hyster.
Hyster також виготовив успішну лінійку лісозаготівельних лебідок і навісного обладнання для ущільнювачів, обидва з яких можна було приєднати до машин інших виробників, включаючи Caterpillar. Ім'я Hyster асоціюється з автонавантажувачами протягом багатьох десятиліть, однак Hyster також був відомим виробником ущільнювального обладнання. З 1950-х по 1980-ті вони мали всеосяжну та добре оцінену лінію продуктів. Разом з компанією Raygo ці два виробники були чи не найвідомішими в США, поки європейські та інші бренди не стали загальноприйнятими.
Домашній офіс Hyster знаходився в Портленді, штат Орегон, але вони також мали виробничі підприємства в Берії, Денвіллі, Пеорії та Кевані, штат Іллінойс, Нідерланди, Австралія, Бразилія, Канада, Крейгавон, Північна Ірландія та Південна Африка, а також спеціалізований інженерний відділ у Ірвайн, Шотландія.